# Decio Caracciolo Rosso
Decio Caracciolo Rosso (falecido a 27 de maio de 1613) foi um prelado católico romano que serviu como Arcebispo de Bari (-Canosa) (1606–1613).

## Biografia
A 21 de setembro de 1577, Decio Caracciolo Rosso foi ordenado sacerdote. No dia 3 de julho de 1606, foi nomeado durante o papado de Paulo V como Arcebispo de Bari (-Canosa). A 1 de outubro de 1606, foi consagrado bispo por Giovanni Battista Costanzo, arcebispo de Cosenza, com Alessandro Cospi, bispo de Bisceglie, e Giovanni Antonio Viperani, bispo de Giovinazzo, servindo como co-consagradores. Serviu como Arcebispo de Bari (-Canosa) até à sua morte a 27 de maio de 1613.
Enquanto bispo, foi o principal co-consagrador de Fulvio Tesorieri, Bispo de Belcastro (1612) e Selvaggio Primitelli, Bispo de Lavello (1613).